# Huisarts
Huisarts of huisdokter is een gespecialiseerde arts die perifeer – buiten de academische ziekenhuizen – werkt, maar niet in een ziekenhuis. In het algemeen wordt de huisarts door mensen met gezondheidsproblemen in de ruimste zin als eerste aangesproken. De huisarts is zodoende de medisch specialist met als vak generalisme.

## Etymologie
De oorsprong van het woord "huisarts" is onbekend. Prof. dr. Frans Huygen speculeert:
Men kende wel de term 'huisarts', omdat men voor zijn huisgezin een arts had en omdat ziek zijn en behandeld worden grotendeels aan huis plaatsvond. Zelfs een aanzienlijk deel van de operatieve ingrepen gebeurde thuis. Mogelijk heeft het woord 'huisarts' ook iets te maken met het bij zich thuis uitoefenen van de praktijk door de dokter, wat vrijwel alle artsen deden.

## Opleiding

### België
Een Belgische huisarts heeft na de middelbare school eerst zes jaar een universitaire basisopleiding geneeskunde gedaan. Deze bestaat uit een bachelorfase van drie jaar en een masterfase van drie jaar. In het zesde jaar wordt voor de afstudeerrichting huisartsgeneeskunde gekozen. Collega's die gekozen hebben voor een medisch specialisme, kiezen in hun zesde jaar de afstudeerrichting prespecialisatie en doen een coassistentschap in hun gekozen specialisatie. Na dat jaar wordt het basis-artsdiploma uitgereikt. Na nog 3 jaar opleiding als haio (huisarts-in-opleiding), grotendeels bij een huisarts-praktijkopleider, eventueel gedeeltelijk ook in een ziekenhuis is men erkend huisarts en kan men een eigen praktijk opzetten, of aansluiten bij een bestaande huisartsenpraktijk.
In Vlaanderen wordt de eigenlijke huisartsenopleiding georganiseerd door het Interuniversitair Centrum voor HuisartsenOpleiding (ICHO). Deze organisatie organiseert de masteropleiding huisartsgeneeskunde voor de vier Vlaamse Universiteiten (Katholieke Universiteit Leuven, Universiteit Gent, Universiteit Antwerpen en de Vrije Universiteit Brussel).
Een arts die in Vlaanderen de masteropleiding huisartsgeneeskunde volgt, is huisarts-in-opleiding (haio). Voor 2006 was dit huisarts-in-beroepsopleiding (hibo). De opleider in de huisartsenpraktijk is de praktijkopleider (po) en de coördinator is de stagemeester-coördinator (staco). Deze stagemeester-coördinator begeleidt de haio's in hun volledige leertraject en leidt de regionale intervisiesessies van een twaalftal haio's.

#### Omnipracticus
Het vaak gebruikte woord omnipracticus werd vroeger in algemene zin begrepen als een synoniem voor huisarts. Nochtans betekent het een beoefenaar van de algemene geneeskunde, hetgeen een ruimer veld bestrijkt. Een omnipracticus is niet noodzakelijk een huisarts. Deze kan ook, naast de specialisten en chirurgen, werkzaam zijn in ziekenhuizen en andere medische instellingen. Het woord wordt in die zin in België algemeen gebruikt door de Orde van geneesheren, de universitaire medische faculteiten, de overheid (ministerie van Volksgezondheid), de ziekenkassen en ziekenhuizen.

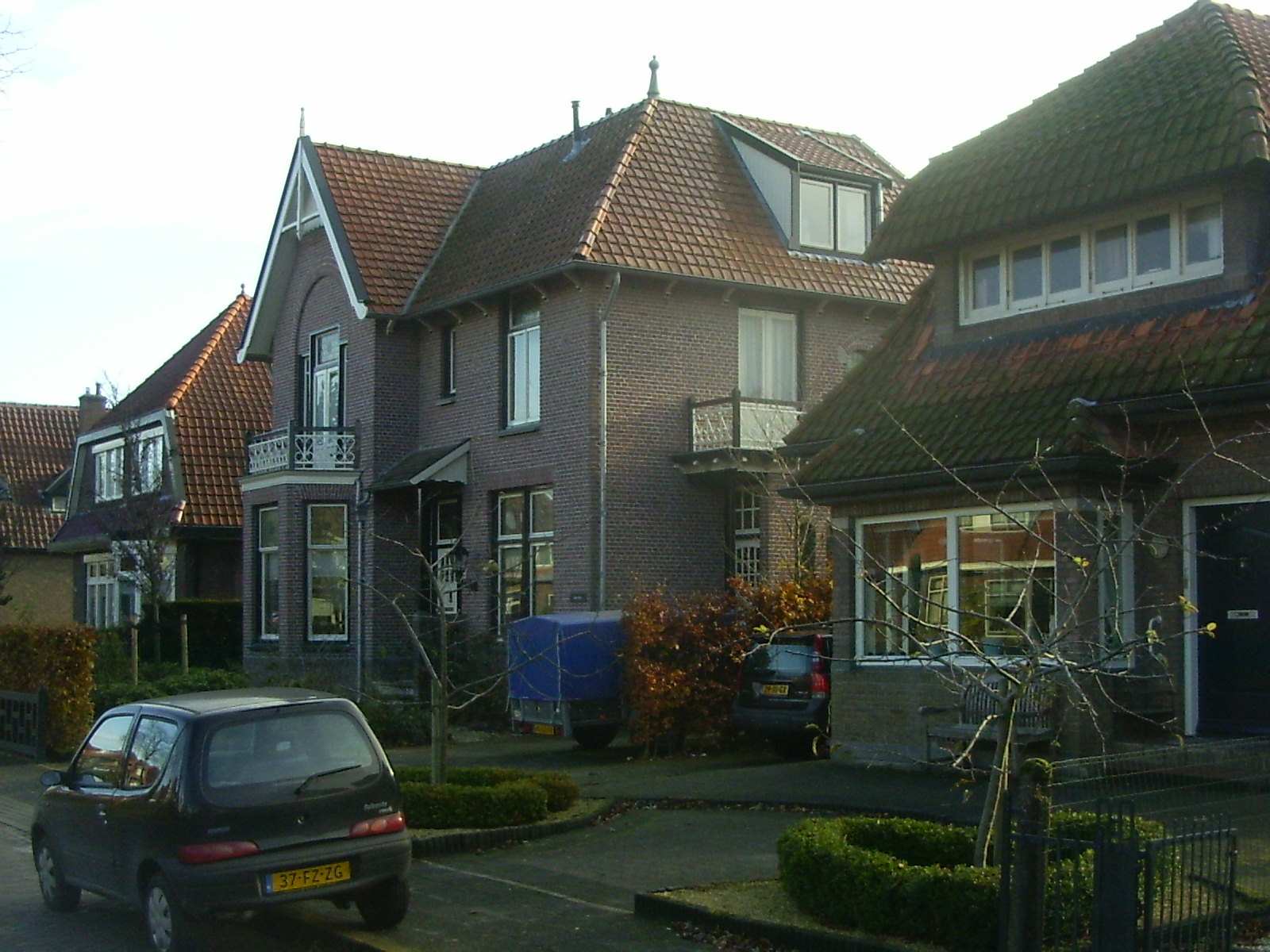
Huisartsenpraktijk in Steenwijk

### Nederland
De Nederlandse opleiding tot huisarts begint met de opleiding geneeskunde. Deze bestaat uit een bachelorfase van drie jaar en een masterfase van drie jaar waarin coschappen worden gelopen. Dit zijn stages waarin de kandidaat zelf patiënten ziet. Door het afleggen van het artsexamen is de titel basisarts verkregen en kan worden begonnen met de specialisatie tot huisarts die drie jaar duurt.
In Nederland kan de opleiding tot huisarts gevolgd worden bij de universiteiten in Amsterdam (zowel VUmc als AMC), Leiden, Rotterdam, Utrecht, Groningen, Nijmegen en Maastricht.
Een basisarts die in Nederland studeert voor het specialisme huisartsgeneeskunde is arts in opleiding tot specialist, een AIOS. Ook de term huisarts in opleiding (HAIO) wordt nog vaak gebruikt, maar deze term is in 2005 formeel afgeschaft. Een huisarts die een AIOS binnen de praktijk opleidt, is een huisartsopleider (hao) genoemd. Huisartsen die de AIOS begeleiden op de universiteit zijn huisartsdocenten of huisartsbegeleiders (HAB's).
De huisartsenopleiding bestaat uit een eerste jaar in een huisartsenpraktijk. Het tweede jaar zijn stages bij de psychiatrie, de acute geneeskunde en de ouderenzorg. Het derde jaar is weer in een huisartsenpraktijk.

## Werkzaamheden
Een huisarts is het eerste aanspreekpunt voor problemen met de gezondheid van de patiënten en houdt overzicht over de totale situatie van de patiënt. Een huisarts kent de patiënten vaak al jaren. Door een veelzijdige medische kennis kan ongeveer 90% van alle gepresenteerde klachten zelf behandeld worden. Voor de overige wordt doorverwezen naar een medisch specialist of andere hulpverlener. De huisarts is coördinator van alle benodigde zorg voor de patiënt.

## Arbeidsvoorwaarden

### Nederland

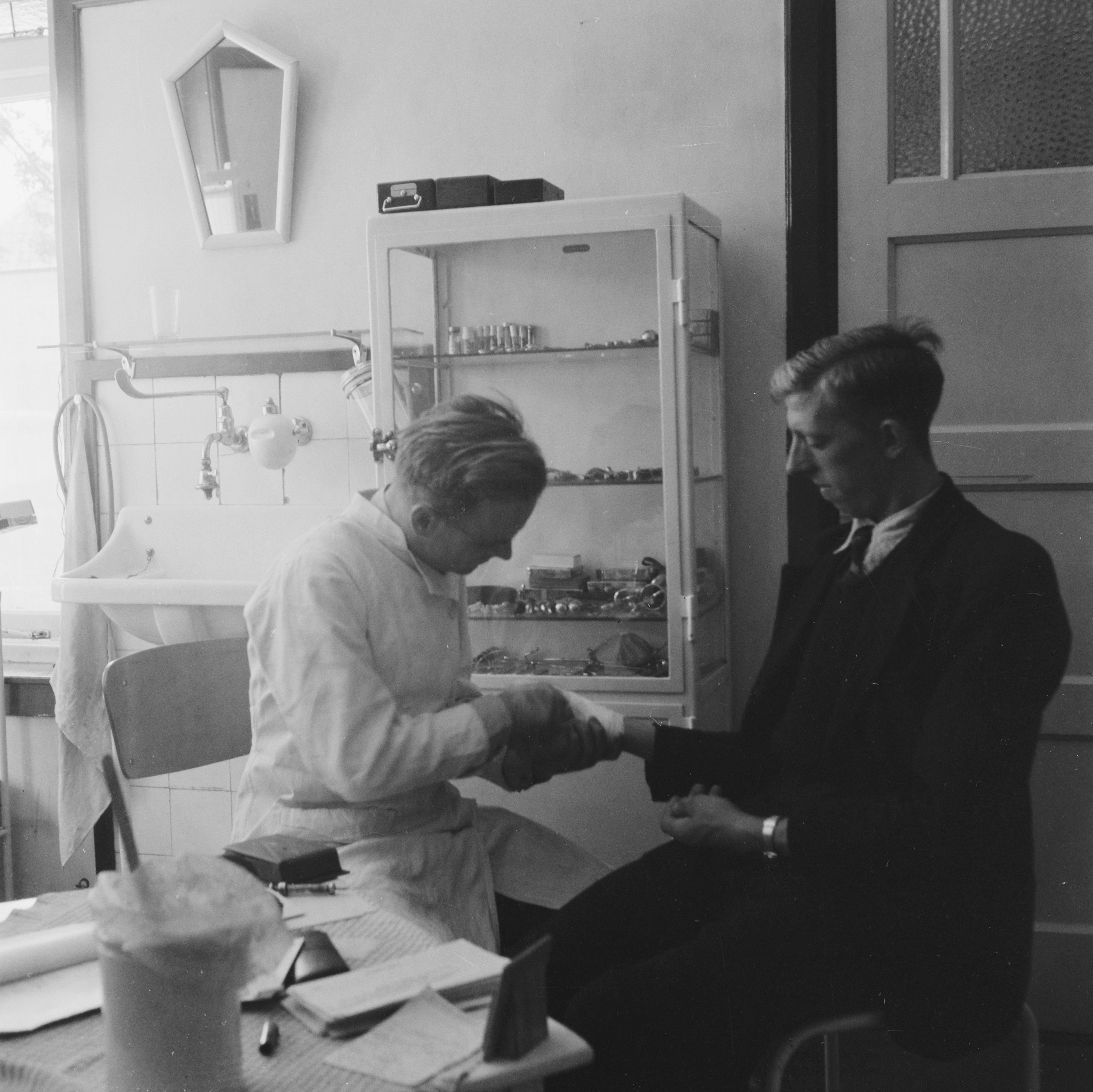
Een huisarts in Gramsbergen verzorgt een patiënt (1945)

Een Nederlandse huisarts werkt meestal als zelfstandig ondernemer. Meer dan 50% van de afstuderende huisartsen is vrouw. Een huisartsenpraktijk is door de week geopend tussen 08.00 en 17.00 uur. Na 17.00 uur en in de weekenden is er een bereikbaarheidsdienst voor spoedgevallen. Bijna alle huisartsen zijn daarvoor aangesloten bij een huisartsenpost. Eens in de paar weken doet de huisarts ook zelf dienst op de huisartsenpost. Dit is ook verplicht om als huisarts geregistreerd te blijven. Op de huisartsenpost is vaak een callcenter aanwezig dat bemand wordt door ervaren doktersassistentes, om de eerste beoordeling van de binnenkomende oproepen te verzorgen. Dit wordt triage genoemd. Bij zo'n eerste beoordeling blijken veel patiënten geen directe beoordeling op de huisartsenpost nodig te hebben. De assistente zal de patiënt dan zelfstandig een advies geven. Al deze adviezen worden binnen een uur door een van de dienstdoende huisartsen op juistheid gecontroleerd. Tijdens een dienst zijn er één of meerdere huisartsen aanwezig, die meestal de beschikking hebben over een visiteauto met chauffeur. Aan boord is er een aanzienlijke hoeveelheid geneesmiddelen en medische apparatuur. De chauffeurs hebben een opleiding gedaan om de arts te kunnen ondersteunen bij medische handelingen.
Een deel van de Nederlandse huisartsen werkt in loondienst van een (groep van) huisarts(en), een huisarts in dienst van een andere huisarts (hidha).  Een groot deel van de huisartsen werkt als waarnemer oftewel waarnemend huisarts, zij worden door een huisartsenpraktijk ingehuurd en zijn feitelijk ZZP’er ze hebben geen eigen patiëntengroep. Ter ondersteuning hebben huisartsen soms praktijkondersteuners in dienst. Dit zijn doktersassistentes of verpleegkundigen die een speciale opleiding hebben gevolgd om zelfstandig patiëntenzorg te kunnen verrichten in de huisartsenpraktijk. Het gaat meestal om chronische zorg (bij bijvoorbeeld diabetespatiënten of ouderen) of om psychologische zorg. Daarnaast zijn er soms ook physician assistants of verpleegkundig specialisten werkzaam. Deze twee beroepsgroepen behandelen zelfstandig patiënten met "alledaagse" klachten (bewegingsapparaat, huid, keel en neus en oor), maar niet klachten die “te complex” zijn of waarvoor de VS of PA nog onvoldoende deskundig zijn; dit steeds in overleg tussen de huisarts(-enpost) en de VS of PA.
De Nederlandse huisartsen zijn georganiseerd in landelijk verband via enkele organisaties, waarvan de Landelijke Huisartsen Vereniging (LHV) en het Nederlands Huisartsen Genootschap (NHG) de grootste zijn. De taak van de LHV ligt voornamelijk op de belangenbehartiging, waaronder het onderhandelen met zorgverzekeraars en overheid. Het NHG houdt zich voornamelijk bezig met de inhoudelijke ontwikkeling van het vak en het bevorderen van de kwaliteit van de uitvoering ervan. De LHV heeft regionaal afdelingen, kringen. Deze bestaan meestal uit enkele honderden huisartsen. In 2014 waren er 8812 huisartsen in 5068 huisartsenpraktijken. Vanaf 2018 is het aantal patiënten per normpraktijk 2095. 99,9997% van alle Nederlanders zou ingeschreven staan bij een huisarts.

#### Kaderhuisartsen of huisartsen met een bijzondere bekwaamheid
Kaderhuisartsen hebben een aanvullende opleiding gedaan in een bepaald medisch deelgebied. Zij kunnen hierdoor een extra medisch-inhoudelijke vraagbaak zijn voor huisartsen in de regio en extra zorg leveren aan hun eigen patiënten. Daarnaast zetten zij zich vaak in in de organisatie van de zorg op hun specialisatie. Voorbeelden van mogelijke extra expertisegebieden zijn oogheelkunde, verloskunde, reizigersvaccinatie of echografie.
Kaderhuisartsen hebben zich geregistreerd bij het College voor Huisartsen met een Bijzondere Bekwaamheid (CHBB).

### België
Om in België erkend te worden als huisarts binnen de ziektekostenverzekering moet de afgestudeerde arts ook nog ingeschreven zijn bij de Orde der artsen en een specifieke opleiding huisartsgeneeskunde gevolgd hebben.  
Belgische huisartsen werken meestal als zelfstandige, hetzij in een individuele praktijk, als individuele arts in een groepspraktijk, in een “medisch huis”, dat van de overheid per patiënt maandelijks een vast bedrag krijgt, of in een ‘New Deal’-praktijk, een tussenvorm, waar de arts tegelijk nog een – beperkte – vergoeding per prestatie ontvangt.

## Organisaties
Net als bij de tandartsen werken meer en meer huisartsen in een groepspraktijk, al of niet in combinatie met andere zorgverstrekkers. In Duitsland en andere landen worden meer en meer van deze praktijken overgenomen door commerciële zorgbedrijven zoals Alanta Health Group, die ook geneesmiddelen verkopen. Deze zorgbedrijven worden op hun beurt financieel benaderd door investeringsgroepen.

## Bekende huisartsen
Onder meer de bekende schrijvers Simon Vestdijk, J. Slauerhoff, Cola Debrot, Belcampo, Willem Brakman en Toon Tellegen zijn of waren ook huisarts.

## Huisartsen in fictie
Werken zijn onder meer:

### Romans
- Bert Keizer: Het refrein is Hein (1994), over een verpleeghuisarts
- Herman Koch: Zomerhuis met zwembad (2011)
- Willem Jan Otten: Ons  mankeert  niets (1994)
- Thomas Rosenboom: Publieke werken (1999)
- Simon Vestdijk: De dokter en het lichte meisje (1951)

Overzichten geven Norman Cousins (ed.): The physician in literature, London: Saunders, 1982 en Salomon Posen: The  doctor  in  Literature,  satis-faction or resentment? Oxford: Radcliffe, 2005 

### Toneel
- J.B.F. van Gils: De  dokter  in  de  oude  Nederlandsche  tooneelliteratuur (1917)